# Oxira pediciliata
Oxira pediciliata är en fjärilsart som beskrevs av Louis Beethoven Prout 1924. Oxira pediciliata ingår i släktet Oxira och familjen nattflyn. Inga underarter finns listade i Catalogue of Life.